# Mont Javorina
El Mont Javorina (en txec Veľká Javorina) és una muntanya de 970 m d'altura situada a la frontera entre República Txeca i Eslovàquia, a la serralada dels Carpats Blancs. Al seu cim, s'hi troba una torre de telecomunicacions (al costat txec) i un refugi de muntanya (al costat eslovac).

## Principals accessos
- Des de Stará Turá (Eslovàquia), per carretera
- Des de Lubina (Eslovàquia)
- Des de Nová Lhota (República Txeca)
- Des de Strání (República Txeca)